# Alacuás
Alacuás (oficialmente en valenciano: Alaquàs) es un pueblo y municipio español situado en la parte central de la comarca de la Huerta Sur, en la provincia de Valencia, Comunidad Valenciana. Pertenece al área metropolitana de Valencia. Contaba con 29 711 habitantes en 2020 (padrón municipal).

## Toponimia
El topónimo Alacuás proviene del árabe الأقواس (al-aqūās) «los arcos» o «las arcadas», según Miguel Asín Palacios. No se sabe a ciencia cierta a qué arcos hace referencia el topónimo, aunque se ha especulado largamente sobre los arcos de la acequia que conduce el agua desde Manises o bien sobre los de un puente construido sobre el barranco de Torrente. Una tercera posibilidad, menos verosímil, hace referencia a las arcadas del antiguo castillo musulmán. Desde la reconquista cristiana y hasta la Edad Moderna el topónimo aparece citado muy frecuentemente como Alaquaz.

## Geografía

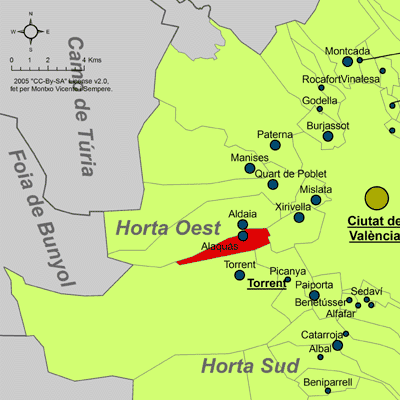
Extensión del municipio en la comarca de la Huerta Oeste

Situado a 42 m de altitud y con 3,9 km² de extensión, se localiza en la Huerta de Valencia, a 7 km al oeste de la capital provincial y pertenece a la comarca de la Huerta Sur. El término municipal adopta una forma alargada de este a oeste que abarca desde una zona de huerta al extremo oriental, regada por las aguas de la acequia de Benàger, hasta el secano del extremo occidental. Su casco urbano y el de Aldaya están completamente conurbados.
|               | Norte: Aldaya         |                  |
| Oeste: Aldaya | Rosa de los vientos   | Este: Chirivella |
|               | Sur: Torrente, Picaña |                  |

## Historia

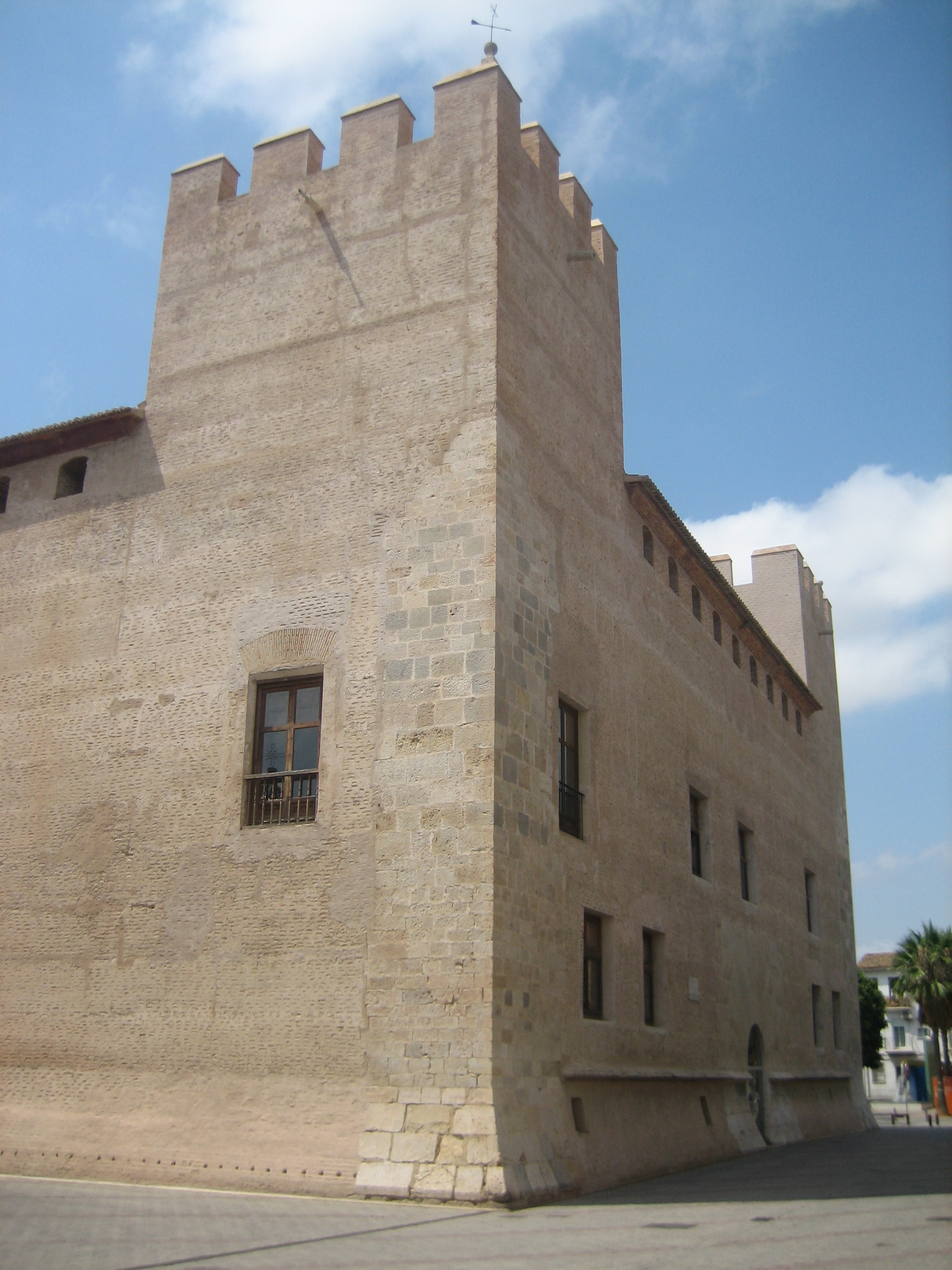
Castillo-palacio de Alacuás

Aunque se han encontrado algunos restos romanos, así como monedas de época imperial y hasta alguna lápida conmemorativa, el núcleo de Alacuás es una alquería de origen musulmán. Jaime I la rindió en 1238 y la donó a Bernat de Castellnou el 4 de julio de ese año. Este cedió la alquería, a cambio de otras posesiones, a Ponç Soler, a quien posteriormente se le confiscó y revirtió a la Corona. En todo caso, en 1319 Joan Escrivà compró el señorío, que pasó después a los Vilaragut y, ya en el siglo XV, a los Agular. En 1520, por no haberse unido a la revuelta de las Germanías, se le concedió el título de villa.
En 1557, Felipe II creó el condado de Alacuás, cuyo señorío ostentaba en 1584 Luis Pardo de la Casta. Es este personaje quien impulsó la construcción del castillo de Alacuás sobre la fortificación musulmana anterior. Más tarde, el condado perteneció a los marqueses de Manfredi y, después, al barón de Bolbaite.

### Gota fría de 2024
A finales de octubre de 2024, el municipio fue uno de los afectados que sufrió catastróficas inundaciones debido a un temporal de gota fría, que arrasó con carreteras, puentes y viviendas, dejando más de 200 muertos y cientos de damnificados en la provincia de Valencia. Las intensas lluvias desbordaron ríos y sistemas de drenaje, sumergiendo calles enteras bajo el agua y causando estragos en cultivos y propiedades.

## Demografía
Alacuás cuenta con una población de 30 022 habitantes (INE 2024).
| Gráfica de evolución demográfica de Alacuás entre 1842 y 2021                                                       |
| |
| Población de derecho según los censos de población del INE Población de hecho según los censos de población del INE |

En 1520 el núcleo contaba con unas 120 familias (aproximadamente unas 550 personas), que llegaron a las 200 (unos 900 hab.) en 1609. La expulsión de los moriscos en 1611 afectó considerablemente, de modo que en 1646, las familias que vivían en el pueblo eran 153 (689 hab.) y en 1713 solo 143 (644 hab.). Con todo, la población se recuperó y se aproximaba a los 2000 en 1877. El siglo XX ha cambiado totalmente la fisonomía y la dinámica del lugar, siendo el crecimiento especialmente intenso en la segunda mitad del siglo XX. La función de ciudad dormitorio, primero, y de pueblo industrializado después (en 1970, un 72 % de los activos trabajaban en el sector secundario), explica que Alacuás fuera centro de inmigración a lo largo de aquellas décadas. De hecho, en 1975 un 76 % de la población era alóctona. En la siguiente tabla se muestra el progresivo aumento del volumen de habitantes a lo largo de la serie estadística:

## Economía
En 2008 Alacuás era una localidad ocupada principalmente en la industria (45 % de los ocupados) y los servicios (53 %). La agricultura, con poco más del 2 % de los ocupados, es un sector residual. En 2008 había 134 ha de regadío, dedicadas especialmente a los cítricos (99 ha) y a los cultivos herbáceos (35 ha).
La especialización en ladrillos y jarras dejó paso a la industria de la madera (muebles), la fabricación de productos metálicos y a la industria alimenticia. El suelo industrial ocupa unas 160 ha, divididas entre El Bovalar (32 ha, al oeste), Els Mollons y otros enclaves aislados. La distribución sectorial de las empresas era en 2008: 59 % en el sector industrial, un 24 % en el servicio de empresas, un 9 % en los servicios al consumidor, un 3 % en el agroalimentario y un 4 % en otros servicios.

### Urbanismo
El núcleo histórico de Alacuás se sitúa en el extremo oriental del término municipal. La parte más antigua se estructura alrededor de las actuales plazas de la Constitución, del Santísimo, de Olleros y de San Roque, así como de las calles Mayor, San Miguel, Valencia y Los Benlliure. Es decir, en torno a los edificios más notables, el castillo-palacio de Alacuás y la iglesia de la Asunción. Al centro histórico se añade el arrabal del Convento por el oeste.
En la mitad sur y en el extremo oriental del pueblo, el trazado adopta una forma mucho más ordenada y geométrica. Las principales vías sobre las que se estructuran los actuales barrios de Alacuás son los antiguos caminos de Valencia (avenida de Blasco Ibáñez), el camino nuevo de Torrente (avenida de Pablo Iglesias-Ausiàs March)y el antiguo (Camino Viejo), el camino viejo de Turís (calle de Cuenca) y el antiguo camino de Aldaya (hacia el norte).

## Administración y política

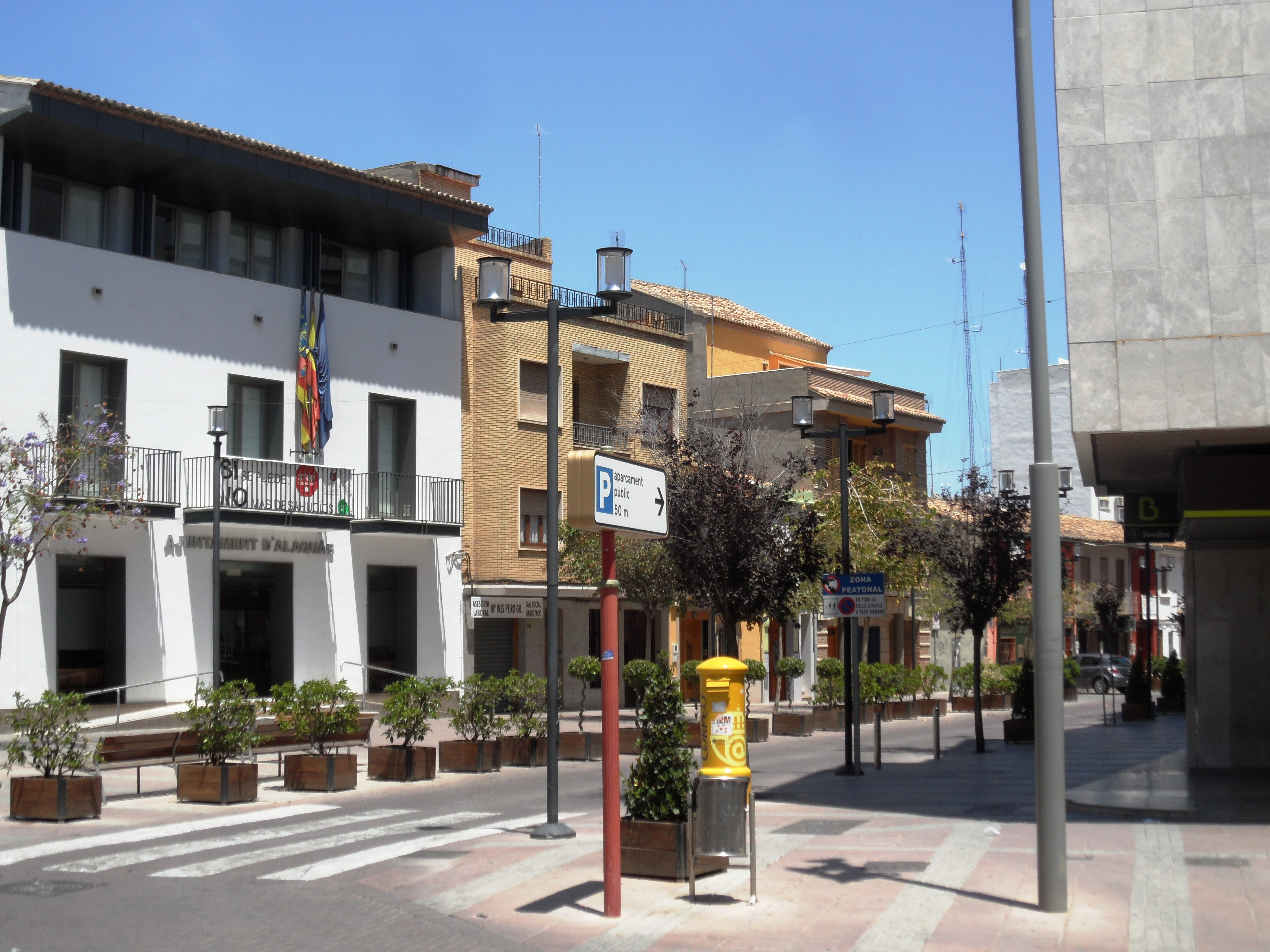
Ayuntamiento de Alacuás, en la calle Mayor

| Periodo   | Nombre                                                          | Partido   |
| --------- | --------------------------------------------------------------- | --------- |
| 1979-1983 | Albert Taberner                                                 | PCE       |
| 1983-1987 | Francisco Tàrrega                                               | PSPV-PSOE |
| 1987-1991 | Francisco Tàrrega                                               | PSPV-PSOE |
| 1991-1995 | Adrià Hernández                                                 | PSPV-PSOE |
| 1995-1999 | Adrià Hernández                                                 | PSPV-PSOE |
| 1999-2003 | Jorge Alarte Gorbe                                              | PSPV-PSOE |
| 2003-2007 | Jorge Alarte Gorbe                                              | PSPV-PSOE |
| 2007-2011 | Jorge Alarte Gorbe (2007-2009) Elvira García Campos (2009-2011) | PSPV-PSOE |
| 2011-2015 | Elvira García Campos                                            | PSPV-PSOE |
| 2015-2019 | Elvira García Campos                                            | PSPV-PSOE |
| 2019-2023 | Antonio Saura Martín                                            | PSPV-PSOE |
| 2023-act. | Antonio Saura Martín                                            | PSPV-PSOE |

## Patrimonio

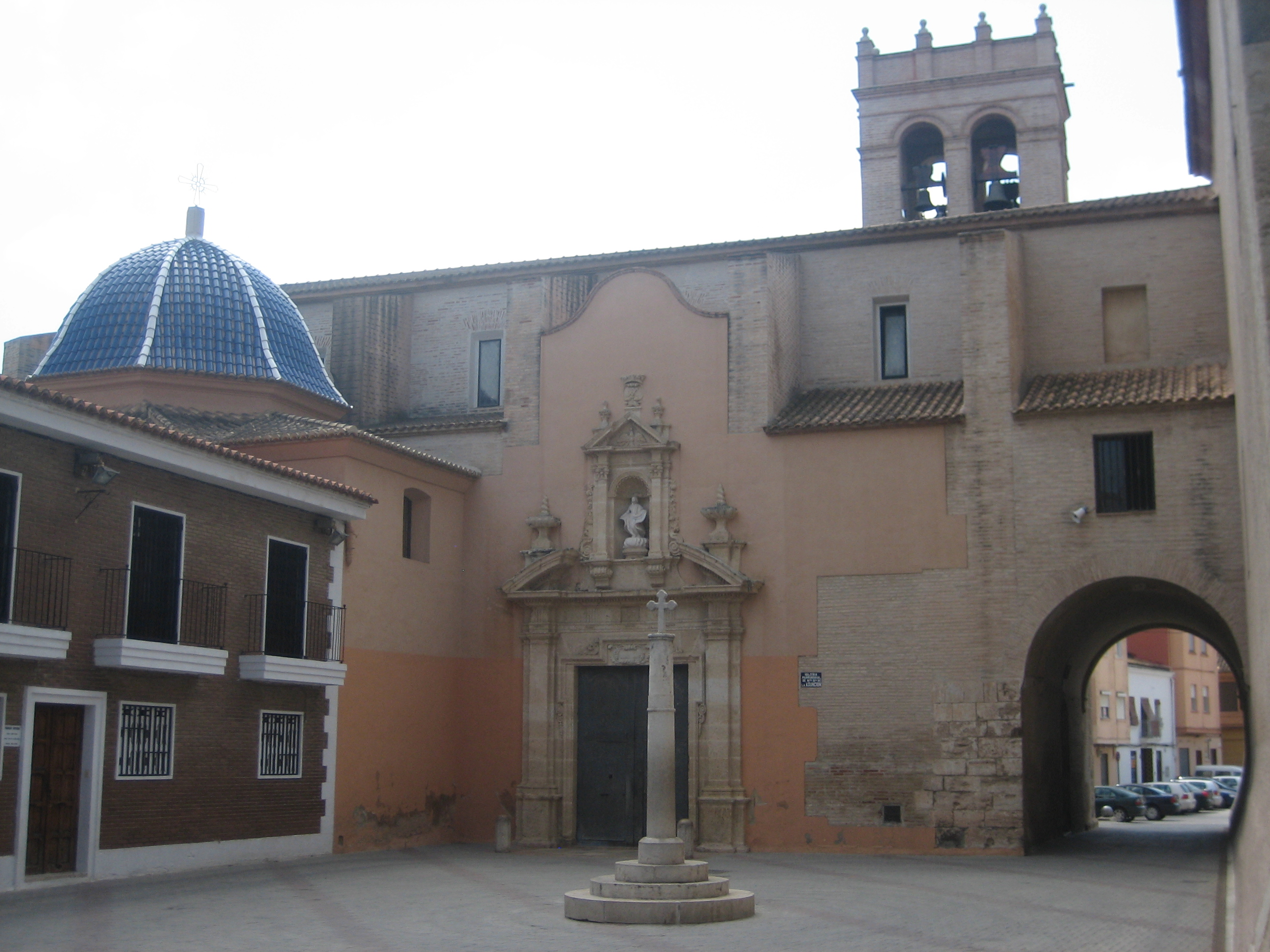
Iglesia de la Asunción

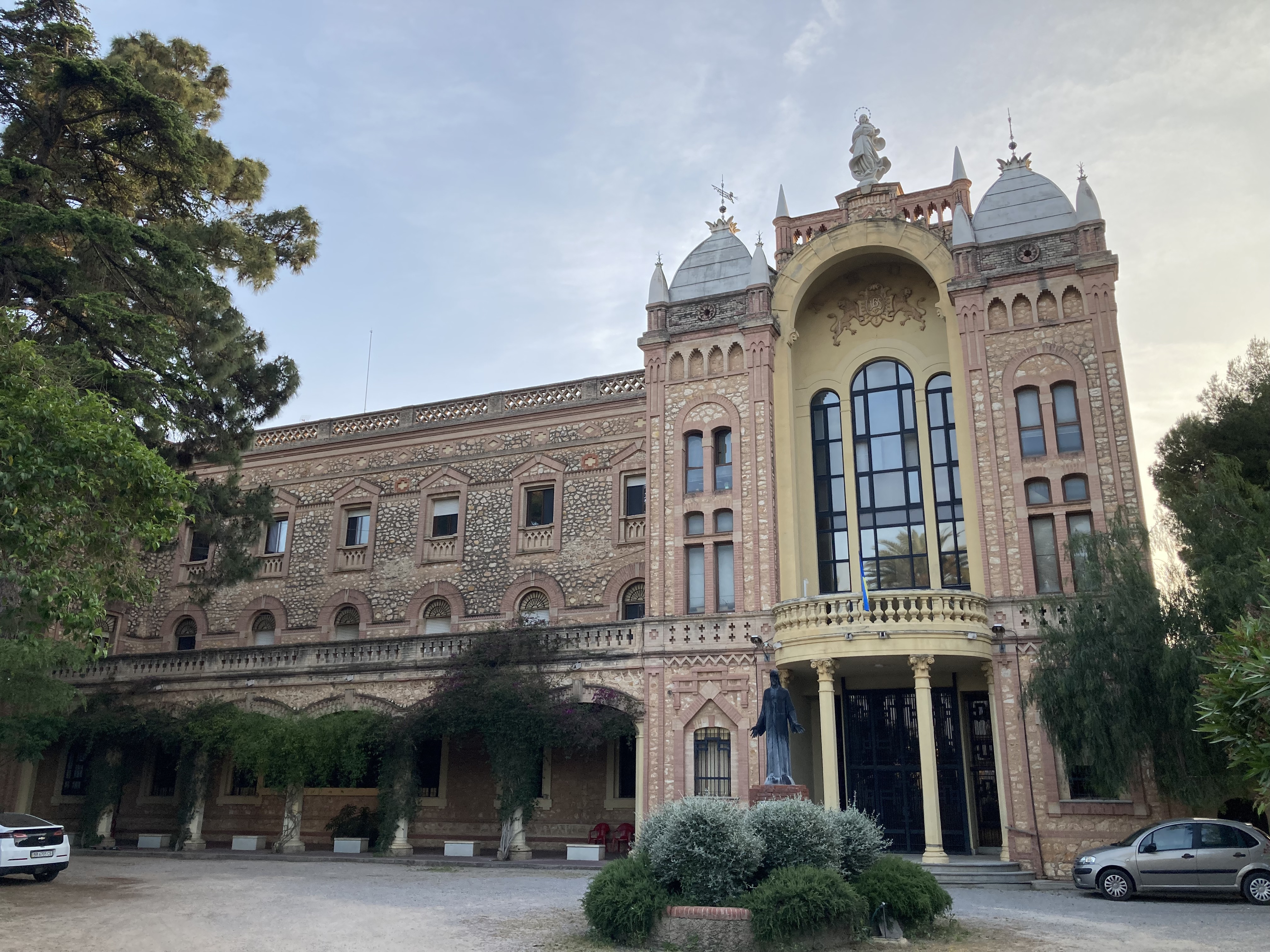
Casa de ejercicios espirituales la Purísima

Ver también Anexo:Bienes de relevancia local de la Huerta Oeste
- Castillo-palacio de Alacuás: también denominado Castillo de las Cuatro Torres o Palacio de los Aguilar. Su construcción la impulsó (posiblemente sobre uno musulmán que formaba parte del cinturón defensivo de la capital) Luis Pardo de la Casta, primer conde de Alacuás, en 1582.[7] Se trata de un edificio de planta rectangular de unos 40 m de largo por banda con cuatro torres cantoneras de 25 m de altitud (una de ellas reconstruida)[13] y un patio interior al que se accede por una severa portalada. Se declaró declarado monumento histórico-nacional en 1918, después de un intento de derribo, y se ha restaurado varias veces a partir de 1940. El 3 de enero de 2003 pasó de manos privadas a formar parte del Ayuntamiento.[7]
- Iglesia de la Asunción: está unida al castillo y su construcción parece datar en su forma actual de 1649, pese a presencia de detalles góticos.[7] Es un edificio de una sola nave, cabecera poligonal y capillas laterales abiertas a los contrafuertes. La decoración de azulejos de los siglos XVII o XVIII y el retablo mayor (1597) son lo más interesante, junto a alguna obra de la escuela de los Juanes de Valencia.[7]
- Iglesia de la Virgen del Olivar: se trata realmente del templo de un antiguo convento de mínimos que, hasta 1537, fue de dominicanos y que en 1887 sería ocupado por las monjas oblatas.[7] Es un edificio de una sola nave con capillas laterales y alberga la imagen de la patrona de la villa, la Virgen del Olivar.[7]
- Casa de ejercicios espirituales de La Purísima: edificio modernista del arquitecto valenciano Manuel Peris Ferrando (1872-1934), fue construido entre 1904 y 1906. Propiedad de los jesuitas, su uso está destinado a la labor pastoral, si bien durante la Guerra Civil se usó como cárcel para mujeres del bando sublevado y como sede del Estado Mayor del Grupo del Ejército de la Región Central de la República. Es de planta baja, dos alturas y cuarto, rematado por una azotea. El conjunto está rodeado de un jardín y cerrado por un muro de mampostería y ladrillo. Hasta los años 90 dispuso de un extenso huerto en su parte delantera, hoy ocupado por chalés adosados.[14] En 2022, la Purísima ha servido de albergue para refugiados de la guerra de Ucrania.[15]

## Cultura

### Fiestas
- Canto de la Alcachofa: el Canto de la Alcachofa es una composición musical religiosa en la cual un niño o una niña vestido de ángel y dentro de un artefacto en forma de alcachofa canta acompañado de una orquesta y un coro tras una misa o una procesión. Se celebra los días 8 y 9 de septiembre de cada año en honor a la Madre de Dios del Olivar y al Cristo de la Buena Muerte respectivamente.
- Cordá: es una ceremonia ritual y festiva que consiste en la quema pública de cohetes que se celebra cada año el 9 de septiembre en honor al Cristo de la Buena Muerte. El nombre de la cordá proviene de la ubicación de una cuerda colgada estratégicamente en la que cuelgan las piezas que se van quemando y cayendo al suelo.[16]
- Fallas: se celebran durante el mes de marzo. Alacuás cuenta con 11 comisiones falleras y premios propios.[cita requerida]
- Moros y Cristianos: es una fiesta en la que se rememora las conquistas entre cristianos y musulmanes en la Península Ibérica.
- Correfuegos: se trata de un espectáculo callejero en el que un grupo de personas desfilan por las calles de un municipio corriendo, bailando y saltando entre bengalas y fuegos artificiales.
- Fiesta del Porrat: recientemente recuperada, se celebra en primavera en honor a San Francisco de Paula. Se cocinan calderetas que se reparten entre los vecinos y se organiza una feria gastronómica.[cita requerida]

### Eventos
- Festival de Rock de Alacuás: festival de rock con proyección internacional, más conocido como FRA. Es gratuito y se celebra el primer fin de semana de septiembre, coincidiendo con las fiestas del pueblo.

## Ciudades hermanadas
- Cremona (Lombardía)
- Lanjarón (Granada)